# Moureau-Mignonac-Imin-Synthese
Die Moureau-Mignonac-Imin-Synthese ist eine Namensreaktion der organischen Chemie, bei der es sich um die direkte Synthese von Iminen aus Nitrilen handelt. Sie wurde zuerst von Edmond Blaise 1901 erwähnt, aber dann von C. Moureau und G. Mignonac 1913 tiefergreifend erforscht.

## Übersichtsreaktion
Bei dieser Synthese reagiert das Nitril in Methanol mit einer Grignard-Verbindung und es entsteht ein Imin.

## Reaktionsmechanismus
Im Folgenden wird der Mechanismus erklärt:

R^{1} und R^{2} können Alkyl- oder Arylreste sein

Durch die Grignard-Verbindung kommt es zu einer nucleophilen Addition am Kohlenstoff des Nitrils, während der Stickstoff eine Bindung mit dem Magnesiumbromid eingeht (1 und 2). Durch das vorhandene Methanol kommt es nun zu einer Protonierung des Amins und es wird das Magensiumbromid als Alkoholat abgespalten (3), wodurch ein Imin entsteht.
Für einfach-substituierte Arylimine hängt die Effizienz der Reaktion von der Stellung am Rest ab, wobei folgende Reihenfolge gilt: meta-Stellung > ortho-Stellung > para-Stellung.
Dazu können auch sterische Hinderungen der Reste sowie die Imin-Enamin-Tautomerie Einfluss auf die Reaktionsgeschwindigkeit haben.